# Sulayman Marreh
Sulayman Marreh (Abuko, 15 de enero de 1996) es un futbolista gambiano. Juega de centrocampista.

## Selección nacional
Ha jugado un total de catorce partidos para la selección de fútbol de Gambia. Debutó el 9 de febrero de 2011 en un partido contra Guinea-Bissau jugado en Lisboa. Además llegó a jugar un partido de la clasificación para la Copa Africana de Naciones de 2013 contra Argelia.

## Clubes
| Club                           | País       | Año       | Partidos | Goles |
| ------------------------------ | ---------- | --------- | -------- | ----- |
| Abuko United FC                | Gambia     | 2010-2011 | ¿?       | ¿?    |
| Samger FC                      | Gambia     | 2011-2013 | ¿?       | ¿?    |
| Granada C. F. "B"              | España     | 2013-2017 | 62       | 4     |
| Granada C. F.                  | España     | 2014-2017 | 2        | 0     |
| Watford F. C.                  | Inglaterra | 2017      | 0        | 0     |
| Real Valladolid C. F. (cedido) | España     | 2017      | 4        | 0     |
| U. D. Almería (cedido)         | España     | 2018      | 12       | 1     |
| K. A. S. Eupen                 | Bélgica    | 2018-2020 | 41       | 2     |
| K. A. A. Gante                 | Bélgica    | 2020-2023 | 47       | 1     |
| F. K. Železničar Pančevo       | Serbia     | 2024      | 2        | 0     |

## Palmarés

### Títulos nacionales
| Título          | Club           | País    | Año  |
| --------------- | -------------- | ------- | ---- |
| Copa de Bélgica | K. A. A. Gante | Bélgica | 2022 |